# Bukowiany
Bukowiany – wieś sołecka w Polsce położona w województwie świętokrzyskim, w powiecie opatowskim, w gminie Sadowie
| SIMC    | Nazwa             | Rodzaj    |
| ------- | ----------------- | --------- |
| 0806045 | Bukowiany-Kolonie | część wsi |
| 0806051 | Stara Wieś        | część wsi |
| 0806068 | Ukazowe           | część wsi |

Wieś w powiecie sandomierskim w województwie sandomierskim w  XVI wieku była własnością wojewody kijowskiego Konstantego Wasyla Ostrogskiego. W latach 1975–1998 miejscowość administracyjnie należała do województwa tarnobrzeskiego.

## Historia
31 lipca 1944 r. w lesie w pobliżu Bukowian doszło do potyczki między oddziałem AK Kazimierza Olchowika Zawiszy, a wycofującym się na zachód oddziałem Wehrmachtu. Partyzanci zaatakowali tu niemiecką kolumnę samochodów, która zboczyła z drogi Opatów-Kielce i kierowała się na Bukowiany. W skład kolumny wchodziło kilkanaście pojazdów, w tym kilka amfibii. Partyzantom udało się zniszczyć dwa samochody pancerne. W walce zginęło czterech żołnierzy niemieckich. Partyzanci zdobyli pistolet maszynowy, karabin oraz samochód-amfibię.